# Oran
Oran (arabisk: وهران, Wahrān; berbisk: ⵡⴻⵂⵔⴰⵏ) er en by i det nordvestlige Algeriet. Byen ligger ved Middelhavets kyst og regnes med sine ca. 803.329 (2008) indbyggere for den næststørste by i Algeriet. Byen Oran er hovedby i provinsen af samme navn.

## Historie
Byen var underlagt Vichy-regeringen under 2. verdenskrig, men blev erobret af De Allierede under Operation Torch i 1942.